# Aeroport de Mbanza Congo
L'aeroport de Mbanza Congo (codi IATA: SSY, codi OACI: FNBC) és un aeroport que serveix Mbanza Kongo a la província del Zaire a Angola.
La balisa no direccional de Mbanza Congo (Ident: SS) es troba just al nord-est del al camp.